# Selis (1990)
Sėlis, poprzednio Havkatten – litewski okręt patrolowy, uprzednio duński okręt wielozadaniowy, z przełomu XX i XXI wieku. Należy do typu Flyvefisken (Standard Flex 300), stanowiącego uniwersalne okręty o modułowym wyposażeniu, mogące pełnić zadania uderzeniowe, patrolowe lub niszczyciela min. Wszedł do służby w 1990 roku w Kongelige Danske Marine pod nazwą „Havkatten” (numer burtowy P 552). W 2017 roku został przekazany Litewskiej Marynarce Wojennej, w której wszedł do służby jako okręt patrolowy pod nazwą „Sėlis” (numer burtowy P 15).

## Budowa
„Havkatten” był trzecią jednostką typu duńskich wielozadaniowych okrętów programu Standard Flex 300, nazwanego typem Flyvefisken. Były to innowacyjne niewielkie okręty, które można było przystosować do pełnienia zadań patrolowych, uderzeniowych (kutrów rakietowo-artyleryjskich), zwalczania okrętów podwodnych, zadań niszczyciel min lub stawiacza min, w zależności od zainstalowanych modułów uzbrojenia. Okręt został zamówiony w stoczni Danyard A/S w Aalborgu w ramach pierwszej serii siedmiu jednostek 27 lipca 1985 roku. 
Budowę rozpoczęto w sierpniu 1988 roku, a okręt wodowano 13 stycznia 1990 roku. Wszedł on do służby 1 listopada 1990 roku. 

## Opis
Okręty typu Flyvefisken miały kadłub wykonany z kompozytów z włóknem szklanym (GRP). Wyporność pełna wynosiła 488 ton (480 ts). Długość wynosiła 54 m, szerokość 9 m, a zanurzenie 2,5 m.
Uzbrojenie i wyposażenie specjalne było montowane w zunifikowanych modułach w czterech gniazdach: jednym na pokładzie dziobowym i trzech na rufowym. Na dziobie montowano automatyczną armatę uniwersalną kalibru 76 mm OTO Melara 3 in/62 Super Rapid. W wariancie uderzeniowym można było zamontować za nadbudówką moduł z dwoma poczwórnymi wyrzutniami pocisków przeciwokrętowych Harpoon oraz moduł z dwoma wyrzutniami torped kalibru 533 mm. Stosowano kierowane przewodowo samonaprowadzające się torpedy FFV typ 613, a od 2001 roku także lekkie torpedy przeciwpodwodne MU90 Impact. Uzbrojenie uzupełniały dwa karabiny maszynowe kalibru 12,7 mm. Opcjonalnie można było przenosić cztery bomby głębinowe albo w wariancie stawiacza min, 60 min morskich. 
Do samoobrony przeciw lotnictwu we wszystkich wariantach wyposażenia można było zastosować moduł z trzema podwójnymi wyrzutniami Mk 48 Mod 3 dla sześciu rakiet przeciwlotniczych krótkiego zasięgu Sea Sparrow. Moduły te zostały zamówione w listopadzie 1993 roku. Od 2002 roku stosowano także wyrzutnie dla 12 rakiet.
W wariancie przeciwpodwodnym stosowano sonar holowany Thomson Sintra TSM 2640 Salmon. Ponadto okręt był wyposażony w sonar kadłubowy CelsiusTech CTS-36/39. W wariancie niszczyciela min można było zastosować system przeciwminowy Ibis 43 z pojazdami podwodnymi Bofors Double Eagle ROV Mk I lub Mk II. Okręt wówczas współpracował z bezzałogowymi kutrami SAV z sonarami holowanymi Thomson Sintra 2054.
W służbie litewskiej uzbrojenie okrętów tego typu ograniczono do armaty uniwersalnej 76 mm OTO Melara i dwóch karabinów maszynowych 7,62 mm.
Okręty tego typu miały radar dozoru ogólnego Plessey AWS-6, zastępowany następnie przez Telefunken TRS-3D. Ponadto miały radar dozoru nawodnego Terma Scanter Mil i radar nawigacyjny Furuno. W litewskiej służbie zachowano tylko dwa ostatnie radary. Do kierowania ogniem służył radar CelsiusTech 9LV 200 Mk 3 wraz z systemem optronicznym tej firmy. W służbie litewskiej zastosowano na okrętach tego typu system optroniczny Selex NA 18 Medusa.
Napęd był pierwotnie w systemie CODAG, składający się z turbiny gazowej GE LM 500 mocy szczytowej, o mocy 5450 hp, poruszającej środkowy wał śruby, oraz dwóch silników wysokoprężnych MTU 16V 396 TB 94 o mocy łącznej 5800 hp pracujących na zewnętrzne wały śrub. Okręty napędzały trzy śruby o regulowanym skoku. W Litwie napęd okrętów tego typu, służących jako patrolowe, zredukowano do dwóch silników wysokoprężnych o mocy 5800 hp, napędzających dwie śruby. Prędkość maksymalna wynosiła 30 węzłów, a na silnikach 20 w; w Litwie podawana jest prędkość 18 w. Zasięg wynosił 2400 Mm przy prędkości 18 w. Okręty miały też napęd pomocniczy w postaci silników hydraulicznych napędzających zewnętrzne wały, dla których czynnik roboczy zapewniały pompy napędzane silnikiem wysokoprężnym GM 12V-71 o mocy 500 hp. Napęd hydrauliczny pozwalał na osiąganie prędkości 10 w.

## Służba
Okręt wszedł do służby w Królewskiej Marynarce Duńskiej 1 listopada 1990 roku. Otrzymał nazwę „Havkatten” (zębacz pasiasty), noszoną wcześniej już przez inne okręty duńskie. Otrzymał nadto numer burtowy P 552.
W czerwcu 1998 roku wziął udział w manewrach BALTOPS, odwiedzając na początku manewrów 5 czerwca Gdynię. Ponownie wziął w nich udział w czerwcu 1999 roku i czerwcu 2002 roku, odwiedzając każdorazowo Gdynię.
W 2012 roku okręt został wycofany z czynnej służby. We wrześniu 2016 roku okręt został sprzedany Litwie, która posiadała już w składzie floty trzy inne okręty tego typu. W służbie litewskiej ograniczono zestaw wyposażenia wymiennego dotychczas używanych okrętów tego typu do armaty i modułu z żurawiem na rufie oraz zredukowano siłownię do dwóch silników, napędzających dwie śruby. Wartość umowy, obejmujące także przekazanie Litwie dwóch zestawów sonarowych do montażu na okrętach tego typu, wynosiła 6,5 mln euro.
Banderę litewską podniesiono 23 listopada 2016 roku w bazie Korsør w Danii, po czym w grudniu przeszedł on do nowej bazy w Kłajpedzie. 15 stycznia 2017 roku okręt został uroczyście włączony do służby w Litewskiej Marynarce Wojennej. Otrzymał nazwę „Sėlis” (członek plemienia Zelów), z numerem burtowym P 15, zastępując poprzedni patrolowiec o tej nazwie (P 32).